# Phyllopodopsyllus parafurciger
Phyllopodopsyllus parafurciger är en kräftdjursart som beskrevs av Geddes 1968. Phyllopodopsyllus parafurciger ingår i släktet Phyllopodopsyllus och familjen Tetragonicipitidae.

## Underarter
Arten delas in i följande underarter:
- P. p. carolinensis
- P. p. parafurciger